# Paraulopus filamentosus
Paraulopus filamentosus är en fiskart som först beskrevs av Okamura 1982.  Paraulopus filamentosus ingår i släktet Paraulopus och familjen Paraulopidae. Inga underarter finns listade i Catalogue of Life.